# Hanna (serie de televisión)
Hanna es una serie de televisión web de drama y acción estadounidense, basada en la  película de 2011 del mismo nombre, que se estrenó el 3 de febrero de 2019, en Amazon Prime Video. La serie fue creada y escrita por David Farr, dirigida por Sarah Adina Smith, y protagonizada por Esme Creed-Miles, Joel Kinnaman, y Mireille Enos. En abril de 2019, Amazon renovó la serie para una segunda temporada, que fue estrenada el 3 de julio de 2020.

## Sinopsis
Hanna sigue «el viaje de una joven extraordinaria, Hanna, mientras evade la incansable búsqueda de una agente de la CIA, tratando de descubrir la verdad detrás de quién es ella».

## Reparto

### Principales
- Esmé Creed-Miles como Hanna
- Mireille Enos como Marissa
- Joel Kinnaman como Erik

### Invitados
- Joanna Kulig como Johanna

## Episodios
| Temporada | Temporada | Episodios | Episodios           | Lanzamiento original    | Lanzamiento original    |
| --------- | --------- | --------- | ------------------- | ----------------------- | ----------------------- |
|           | 1         | 8         | 1                   | 3 de febrero de 2019    | 3 de febrero de 2019    |
| 7         | 1         | 8         | 29 de marzo de 2019 | 29 de marzo de 2019     |                         |
|           | 2         | 8         | 8                   | 3 de julio de 2020      | 3 de julio de 2020      |
|           | 3         | 6         | 6                   | 24 de noviembre de 2021 | 24 de noviembre de 2021 |

### Temporada 1 (2019)
| N.º en serie | N.º en temp. | Título   | Dirigido por      | Escrito por     | Fecha de lanzamiento original |
| --- | ------------ | -------- | ----------------- | --------------- | ----------------------------- |
| 1 | 1            | «Forest» | Sarah Adina Smith | David Farr      | 3 de febrero de 2019          |
| 15 años después de que Erik Heller rescata a la bebé Hanna de una instalación secreta de Rumania, los dos viven en las profundidades del bosque polaco. Erik entrenó a Hanna para ser una increíble asesina y cazadora. Sin embargo, dispuesta a crecer más allá de los límites de su mundo aislado, comienza a aventurarse lejos de su hogar. Esto atrae la atención de la agente de la CIA Marissa Wiegler, que ha perseguido a Hanna desde su nacimiento. |              |          |                   |                 |                               |
| 2 | 2            | «Friend» | Sarah Adina Smith | David Farr      | 29 de marzo de 2019           |
| 3 | 3            | «City»   | Jon Jones         | David Farr      | 29 de marzo de 2019           |
| 4 | 4            | «Father» | Jon Jones         | David Farr      | 29 de marzo de 2019           |
| 5 | 5            | «Town»   | Amy Neil          | Ingeborg Topsoe | 29 de marzo de 2019           |
| 6 | 6            | «Mother» | Amy Neil          | David Farr      | 29 de marzo de 2019           |
| 7 | 7            | «Road»   | Anders Engström   | David Farr      | 29 de marzo de 2019           |
| 8 | 8            | «Utrax»  | Anders Engström   | David Farr      | 29 de marzo de 2019           |

### Temporada 2 (2020)
| N.º en serie | N.º en temp. | Título               | Dirigido por     | Escrito por       | Fecha de lanzamiento original |
| ------------ | ------------ | -------------------- | ---------------- | ----------------- | ----------------------------- |
| 9            | 1            | «Safe»               | Eva Husson       | David Farr        | 3 de julio de 2020            |
| 10           | 2            | «The Trial»          | Eva Husson       | David Farr        | 3 de julio de 2020            |
| 11           | 3            | «To The Meadows»     | Eva Husson       | Paul Waters       | 3 de julio de 2020            |
| 12           | 4            | «Welcome Mia»        | Ugla Hauksdóttir | Laura Lomas       | 3 de julio de 2020            |
| 13           | 5            | «A Way To Grieve»    | Ugla Hauksdóttir | Nina Segal        | 3 de julio de 2020            |
| 14           | 6            | «You're With Us Now» | Ugla Hauksdóttir | Charlotte Hamblin | 3 de julio de 2020            |
| 15           | 7            | «Tacitus»            | David Farr       | David Farr        | 3 de julio de 2020            |
| 16           | 8            | «The List»           | David Farr       | David Farr        | 3 de julio de 2020            |

### Temporada 3 (2021)
| N.º en serie | N.º en temp. | Título                         | Dirigido por          | Escrito por | Fecha de lanzamiento original |
| ------------ | ------------ | ------------------------------ | --------------------- | ----------- | ----------------------------- |
| 17           | 1            | «Résistance»                   | Sacha Polak           | David Farr  | 24 de noviembre de 2021       |
| 18           | 2            | «Grape Vines and Orange Trees» | Sacha Polak           | David Farr  | 24 de noviembre de 2021       |
| 19           | 3            | «Nadiya»                       | Weronika Tofilska     | Selina Lim  | 24 de noviembre de 2021       |
| 20           | 4            | «Look Me In the Eye»           | Weronika Tofilska     | Paul Waters | 24 de noviembre de 2021       |
| 21           | 5            | «Eyeliner»                     | Anca Miruna Lăzărescu | David Farr  | 24 de noviembre de 2021       |
| 22           | 6            | «Do Not Sleep»                 | Anca Miruna Lăzărescu | David Farr  | 24 de noviembre de 2021       |

## Producción

### Desarrollo
El 23 de mayo de 2017, se anunció que Amazon había ordenado el desarrollo de la serie. Se espera que David Farr, quien coescribió la película, escriba el guion de la serie. Los productores ejecutivos están programados para incluir a Marty Adelstein, Becky Clements, Scott Nemes y JoAnn Alfano.
El 8 de febrero de 2018, se anunció que la serie será dirigida por Sarah Adina Smith y que los productores ejecutivos Tim Bevan y Eric Fellner, se unieron a la producción. El 30 de enero de 2019, se anunció que la serie se estrenaría el 3 de febrero de 2019. Se espera que el primer episodio de la serie esté disponible para transmisión durante veinticuatro horas, a lo que seguirá el estreno completo de la serie en marzo de 2019.
El 11 de abril de 2019, se informó que Amazon renovó la serie para una segunda temporada.

### Casting
El 8 de febrero de 2018, se anunció que Mireille Enos, Joel Kinnaman, y Esme Creed-Miles habían sido elegidos para los papeles principales en la serie.

### Rodaje
Se esperaba que la fotografía principal de la serie comenzara en marzo de 2018 en  Hungría, Eslovaquia, España, y el Reino Unido. El rodaje también se realizaría en España en el puerto de Almería y en la Estación Intermodal.